# Askam in Furness
Askam in Furness – wieś w Anglii, w Kumbrii. Leży 8.7 km od miasta Barrow-in-Furness, 80,7 km od miasta Carlisle i 364 km od Londynu. W 2001 miejscowość liczyło 3423 mieszkańców.